# Sobrinhos do Ataíde
O Sobrinhos do Ataíde foi um trio de comédia brasileiro composto por Paulo Bonfá, Marco Bianchi e Felipe Xavier existente entre os anos de 1995 e 2001.
Amigos desde a adolescência, Paulo Bonfá, Marco Bianchi e Felipe Xavier faziam brincadeiras entre eles gravando piadas e criando situações cômicas com personagens que eles próprios criavam, a maioria criados por Bianchi quando trabalhou na Rádio USP, em 1991. Em 1995 fundaram o grupo Os Sobrinhos do Ataíde e um programa de rádio com o mesmo nome na 89FM de São Paulo. O programa tinha a duração de poucos minutos, era inserido nos intervalos comerciais sempre iniciando com o Top de 3 Ois e encerrando com o Top de 3 tchaus, e tinha como atração a paródia de comerciais e personagens fixos em situações engraçadas.
Em 1997 passaram a apresentar o programa Bola Fora com os Sobrinhos do Ataíde, na Band, apresentado antes da rodada do Campeonato Brasileiro, mostrando lances engraçados da rodada e no mesmo ano foram chamados para narrar o Rockgol, campeonato da MTV Brasil. Com o fim dos Sobrinhos em 2001 (Xavier saiu em 1999), Bonfá e Bianchi continuaram juntos, transmitindo o Rockgol e começando em 2003 o Rockgol de Domingo, uma mesa-redonda escrachada. O Rockgol durou até 2010.

## Personagens Principais[4]
Durante seu auge, além das sátiras de propagandas e anúncios que costumem ser transmitidos em rádios comerciais, alguns personagens reconhecíveis apareciam frequentemente:
- Peterson Foca (antes conhecido como Carlinhos Mala e Tito Cabecinha)[5]
- Pequeno Wilber
- Junior
- Valeska Cristina e Cleverson Mariano
- Spertoman
- Seo Gilmar e Marquinho
- Os Peregrinos do deserto
- Pinóculos, o boneco de pau de óculos
- Os efeitos visuais dos incríveis irmãos Benson
- Tuca Zazauêra
- Capitão Gemada
- Marquinhos do Rockgol[6]

Além de sempre começarem os episódios com um top de oi´s e terminarem com um top de tchau´s.